# Atak na cywilną kolumnę pod Kupiańskiem
Atak na cywilną kolumnę pod Kupiańskiem – atak dokonany przez wojska rosyjskie 25 września 2022 roku na drodze między Kuryliwką a Piszczanem w rejonie kupiańskim w obwodzie charkowskim. Doszło do niego w czasie ukraińskiej kontrofensywy w obwodzie charkowskim w ramach wojny rosyjsko-ukraińskiej.
W wyniku dokonanego przez rosyjskich żołnierzy ostrzału z broni strzeleckiej, bojowego wozu piechoty i granatnika na kolumnę, w której podróżowało 48 osób, zginęło 26 cywilów, w tym 13 dzieci. W czasie zdarzenia odcinek drogi znajdował się w „szarej strefie”. Siły Zbrojne Ukrainy dotarły na miejsce zbrodni 30 września 2022 roku. W sprawie ataku Służba Bezpieczeństwa Ukrainy wszczęła postępowanie karne z art. 438 (zbrodnia wojenna) Kodeksu karnego Ukrainy.

## Atak
24 lutego 2022 roku rozpoczęła się inwazja Rosji na Ukrainę, w czasie której siły rosyjskie weszły do obwodu charkowskiego zajmując między innymi rejon kupiański. 27 września, w trakcie kontrofensywy Sił Zbrojnych Ukrainy na terenach okupowanego przez Rosję obwodu charkowskiego, nastąpiło wyzwolenie miejscowości Kupjanśk-Wuzłowyj i pobliskich wiosek.
30 września na obrzeżach wsi Kuryliwka Siły Zbrojne Ukrainy odkryły ciała cywilów w sześciu ostrzelanych i spalonych samochodach oraz furgonetce, które jechały w kierunku wsi Piszczane. Po tym, jak zbrodnia została nagłośniona w mediach, zgłosiło się 7 świadków tragedii, którym udało się uciec do pobliskiej miejscowości Kiwszariwka. Według ich zeznań, rano 25 września ich konwój ewakuacyjny wyruszył z Kuryliwki w kierunku Swatowego i Starobielska, jedyną wówczas możliwą trasą ewakuacji, ponieważ mosty na wszystkich pozostałych drogach zostały zniszczone, a wioska otoczona była terenami bagiennymi i rzeką. Około godziny 9 rano ich kolumna została ostrzelana przez rosyjską grupę sabotażową, która prowadziła ogień krzyżowy z zasadzek przy wykorzystaniu bojowego wozu piechoty oraz broni strzeleckiej, która służyła rosyjskiej piechocie do dobijania rannych i tych, którzy próbowali uciec. W ciągu miesiąca od zdarzenia funkcjonariusze ukraińskich organów ścigania zidentyfikowali większość osób podróżujących w kolumnie. Okazało się, że było nimi 48 cywilów, spośród których 22 osobom udało się uciec z miejsca tragedii, a 26 osób zginęło w rosyjskim ataku. Wśród zabitych znalazł się przewoźnik organizujący wyjazd kolumny uchodźców, którzy płacili mu za ewakuację po 6 tysięcy hrywien za osobę. Okazał się on byłym mieszkańcem Kupjanśka-Wuzłowego.
W czasie ataku odcinek Kuryliwka-Piszczane znajdował się w tzw. „szarej strefie”, nad którą żadna ze stron konfliktu nie sprawowała faktycznej kontroli. Według wstępnych danych zginęły 24 osoby, w tym kobieta w ciąży i 13 dzieci. W trakcie dodatkowych oględzin miejsca zbrodni znaleziono ciało kolejnej ofiary – 75-letniej kobiety, która po ostrzale doczołgała się około 200 metrów w głąb lasu, gdzie zmarła na skutek odniesionych obrażeń.
17 października odnaleziono 26. ofiarę ataku – był nim ranny 19-latek, który po przejściu 1,5 km i dotarciu na teren zalesiony zmarł na skutek odniesionych obrażeń. Liczba ofiar śmiertelnych wyniosła zatem 26 osób, 22 osobom udało się uciec. Wśród ocalałych była dwójka dzieci w wieku 1 roku i 5,5 roku, których rodzice zginęli w ataku.
Dowody rzeczowe takie jak ciała zmarłych i ostrzelane pojazdy zostały zbadane przez francuskich ekspertów. Znaleziono ślady użycia pocisków odłamkowo-burzących kalibru 30 mm i 45 mm, a także granatów WOG-17 i WOG-25.
W ramach działalności propagandy Federacji Rosyjskiej i prowadzonej przez nią dezinformacji strona rosyjska publikowała przekaz, zgodnie z którym za ostrzał kolumny miały odpowiadać Siły Zbrojne Ukrainy. W sprawie ataku na cywilną kolumnę pod Kupiańskiem Służba Bezpieczeństwa Ukrainy wszczęła postępowanie karne z art. 438 (zbrodnia wojenna) Kodeksu karnego Ukrainy.